# Dzsungár Kánság
A Dzsungár Kánság a belső-ázsiai Dzsungáriában 1634 és 1755 között fennállt nomád államalakulat volt, amit a nyugat-mongol ojrátok néhány, a térségben megtelepedett törzse hozott létre. Az állam kiterjesztette az uralmát néhány másik nomád törzsre (mongolokra, ujgurokra, kazahokra) is. Közel másfélévszázados fennállása alatt a Dzsungár kánság uralta Dzsungáriát, Nyugat-Mongólia és Nyugat-Kína egyes részeit (övé volt csaknem teljes Hszincsiang), illetve a mai Kazahsztán, Kirgizisztán és Tádzsikisztán egyes keleti területeit, valamint Szibéria Mongóliával határos részét a mai Oroszországban.
Az ojrát törzsek már 1620-ban megtelepedtek Dzsungáriában. 1678-ban Galdan kán megkapta a dalai lámától az ún. bosugtú címet, ezzel a dzsungárok az ojrátok vezető törzsévé léptek elő és hódításokba kezdtek szomszédaik rovására. 1680 és 1688 között meghódították Hszincsiang teljes területét és legyőzték a halha mongolokat. Galdan terjeszkedését a kínaiak állították meg, így Dzsungáriának le kellett mondani Külső-Mongóliáról. 1717-ben a dzsungárok Tibetet is leigázták, de két éven belül a kínai csapatok innen is kiűzték őket.
Az idő múlásával a belső viszályok, de különösen az ujgurok lázadása meggyengítették a kánságot, amit a kínaiak kihasználtak és 1755-ban megsemmisítő csapást mértek a dzsungárokra. A népcsoport egy részét kiirtották, míg mások járványoknak és éhségnek estek áldozatul, Dzsungária pedig kínai uralom alá került.

## Története
1620 a Horosz és Torgut törzsek vezérei megtámadták Ubasi Hong Tacsi halha mongol uralkodót, akit legyőztek és családját is foglyul ejtették. A háború még 1623-ig elhúzódott, amikor is Ubasit megölték. 1625-ben háború tört ki Csöjükür hosut törzsfő és testvére Bajbagász között az örökösödés kapcsán, utóbbi végül elesett a harcban. A másik két testvér Güsi és Köndölön folytatták a Csöjükür elleni küzdelmet, akit az Isim folyótól fekvő területről a Tobolmentére szorítottak 1630-ban. A belviszályok során egy másik ojrát törzsfő Ho Orluk nyugatra vándorolt. Útja során harcokba keveredett a nogájokkal, akiket legyőzött. E vándorlás eredményeként Orluk népe eljutott Európába és az ő leszármazottaik ma a kalmükök.
1632-ben a halhák fenyegetése miatt a gelukok Güsi kánt hívták segítségül, aki seregével legyőzte 1636-ban Tümengken halha kánt, noha utóbbi háromszoros túlerőben volt. A harcban a kán is elesett. Güsi ezután bevonult Tibetbe és káni címet szerzett magának, majd megalapította a Hosut Kánságot. Ez volt az első eset, hogy nem egy dzsingiszida nyert uralkodói címet. Egyik lánya Amin Dara összeházasodott Erdeni Baturral, aki így Dzsungáriában alapíthatott önálló államot az ötödik dalai láma által jóváhagyott káni cím birtokosaként. Nyugaton ez a fajta aktus egyet jelentett azzal, mint amikor a pápa elismerte egy vezető jogát a királyi címre és ennek jegyében koronát biztosított neki.
Erdeni nagy zsákmánnyal tért vissza Tibetből Dzsungáriába. Uralkodása alatt három hadjáratot indított a kazahok földjére és háborút viselt a tádzsikok, kirgizek és üzbégek ellen is. 1643-ben a dzsungárok feldúlták Jaszi (ma Türkisztan) és Taskent városait is.
1680-ban a Galdan kán vezette 120 ezer főnyi dzsungár had elfoglalta az indiai zsoldosok által is védett ujgur jarkandi kánságot, ahol már egy ideje belviszályok dúltak. A kánság ettől fogva Dzsungária hűbérese lett, élére Galdan egy báburalkodót nevezett ki. A következő évben Galdan betört Kazahsztánba, de Szajram alól visszavonulásra kényszerült. 1683-ban aztán a dzsungároknak sikerült bevenni Szajramot és Taskentet, elérték a Szir-darja vonalát és megsemmisítettek két kazah sereget is. Galdan ezt követően leigázta az ún. fekete kirgizeket és elpusztította a Fergána-völgy térségét is, majd bevette Taraz városát. 1685-ben Galdan egyre agresszívebb terjeszkedése nyugatabbra kényszerítette a kazahokat. A dzsungárok uralmuk alá vonták a barabai tatárokat, akiket jaszak (természetbeni adó) fizetésére köteleztek. Erre a baraba tatárok vezetői felvették az orosz ortodox kereszténységet, csakhogy ürügyet találjanak arra, hogy kivonják magukat a jaszak alól.
1687-től újból fellángolt a háború a halha mongolokkal, mivel azokat a Csing-dinasztia terjeszkedése egyre jobban nyugatabbra késztette. Galdan öccse, Dorji vezetésével egy ordát küldött Hihundori halha kán ellen, aki viszont legyőzte a dzsungárokat és Dorji is elesett a csatában. Galdan ekkor, hogy megbosszulja testvére halálát, kapcsolatba lépett a szibériai orosz helyőrségekkel, akiktől lőfegyvereket szerzett be. Az oroszok a Bajkál-tó környékén már csatáztak Hihundori seregével. 1688-ban egy harmincezer fős dzsungár sereg tört be Külső-Mongóliába és három nap alatt legyőzte a halhákat. Ezzel egy időben a szibériai oroszok és kozákok a Bajkál-tónál egy tízezer fős halha csapatot vertek le. Hihundori egyik testvérével a Góbi sivatagon át Kínába menekült és mind a ketten Kang-hszi császár szolgálatába álltak.
1690-ben Galdan húszezer fős seregével betört Kínába és eljutott egészen Peking közelébe, ahonnan a kínaiak visszavonulásra kényszerítették. Bár a kínaiak megfelelő élelmiszer és felszerelés hiányában nem üldözték a dzsungár sereget, de Kang-hszi 1696-ben 100 ezer katonát küldött Mongóliába. Galdan a mai Ulánbátor mellett vereséget szenvedett és még felesége Anu is meghalt, ő maga pedig 1697-ben hunyt el az Altáj-hegységben. A kínaiak a hadjárat során hatalmas zsákmányt, többek között 20 ezer marhát és 40 ezer juhot szereztek. Galdan helyét Rabtan nevű unokaöccse vette át, aki már 1689 óta lázadozott ellene.
Dzsungáriát délről is egy újabb veszély fenyegette, ugyanis a meghódoltatott Jarkandban lázadás tört ki. Mohamed kán, a terület ura a dzsungárok ellen indiai, üzbég, perzsa és kínai segítséget kért. Mohamed 1693-ban megtámadta Dzsungáriát és 30 ezer embert ejtett fogságba. A sikert ellenben nem lehetett kihasználni, mert Mohamed uralma rövid életű volt Jarkandban és az újfent állandósuló trónviszályok miatt a terület kirgiz uralom alá került. A jarkandiak végül 1705-ben a dzsungárokhoz fordultak segítségért a kirgizek ellen, akik így ismét bevonultak Jarkandba és az ő érdeküket képviselő uralkodót ültettek a káni trónra.
Rabtan időközben folytatta a háborút a kazahok ellen és 1745-ig tartós dzsungár uralmat teremtett a Tengiz-tó, Taskent és Jaszi térségében. A dzsungár agresszió arra késztette a kazahokat, hogy Oroszország segítségét kérjék.
1717-ben a dzsungárok lerohanták Tibetet és bevették Lhászát. 1718-ban Kang-hszi büntetőhadjáratot indított a dzsungárok ellen, de a kínai sereget a dzsungárok megsemmisítették a Szalvín folyó mellett vívott csatában. Bár uralmuk rövid volt, de a tibetiek hamar meggyűlölték a dzsungárokat és a kínai császár által 1720-ban küldött újabb, nagyobb hadsereget felszabadítóként üdvözölték. Ez a sereg kiűzte a dzsungárokat a területről, s a kínaiak a dalai láma trónusára emelték Kalszang Gyacót. A vereséget kihasználva Turpán és Pihán régiókban is kínai segítségben bízva lázadozni kezdtek a dzsungárok ellen.
A dzsungárok ennek ellenére folytatták terjeszkedő- és rablóháborúikat, elsősorban a kazahok és a halhák ellen. A kínaiak nem hagyták szó nélkül ezeket az akciókat, ugyanis ők a halhákat saját alattvalóiknak tekintették. Jung-cseng császár 10 ezer fős sereget küldött Külső-Mongóliába a dzsungárok ellen, ám a Hoton-tó mellett vívott csatában csapatai megsemmisültek. Ennek ellenére a halháknak sikerült úrrá lenni a dzsungár invázión és az erdenei csatában leverték a megszállókat. Ekkor a dzsungárok a lázadó Turpán ellen vonultak, amelynek népe így keletebbre volt kénytelen áttelepülni.
1739-ben II. Galdan kán rendezte a határ kérdését a halhákkal Külső-Mongólia és Dzsungária között.
II. Galdan 1745-ben bekövetkezett halála után örökösödési háború indult fiai között és az alávetett népcsoportok (elsősorban az ujgurok) fellázadtak a dzsungár uralom ellen, ami a kánságot alapjaiban rengette meg. A bajt tetézte, hogy az egyes lázadó vazallusok erőszakkal kezdték az iszlám hitre téríteni a buddhista dzsungárokat. 1755-ben Csien-lung kínai császár 50 ezer katonát küldött Dzsungáriába, amelynek alig 100 nap kellett ahhoz, hogy felszámolja a kánságot. A kínaiak nem ütköztek jelentősebb ellenállásba. Bár Csien-lung határozottan utasította tábornokait, hogy a dzsungárokat irtsák ki (ez volt a dzsungár népirtás), ám ezt a mandzsu és kínai katonai parancsnokok vonakodtak végrehajtani (emiatt két tábornokot a császári kormányzat felelősségre is vont). A dzsungárok mintegy 20%-át mészárolták le a kínai csapatok, de az igazi csapást a háborút követően kitört himlőjárvány jelentette. A dzsungár nép 80%-a elpusztult, maradékuk szétszóródott Mongóliában és Kazahsztánban. Dzsungáriát a következő időkben hanok, hujok és ujgurok népesítették be újból.
Az egyik elmenekült dzsungár vezető Amurszana 1759-ben még megpróbálkozott egy felkeléssel a kínaiak ellen, de kísérlete hamar elbukott és ő maga orosz száműzetésben halt meg 1762-ben.

## A kánság belső szervezete, élete, vallása
A dzsungárokat alkotó ojrát mongol törzsek 1615 óta a tibeti buddhizmust követték. A Dzsungár Kánság, mint nomád társadalom az állattenyésztésre építette a gazdaságát, mezőgazdaság csak korlátozottan folyt. Jarkand meghódítása után számos ujgur rabszolgát telepítettek Dzsungáriába a földek megművelése céljából.
Dzsungáriának volt saját ipara, bányákat is működtettek ezüst, vas és réz kitermelése céljából, amiből egyebek mellett munkaeszközeiket és fegyvereiket, valamint ékszereiket készítették.
A dzsungárok fő hadereje kizárólag lovasokból állt, de nagyon sok harcos használt muskétát, sőt volt a seregnek tüzérsége is. Egy 1762-ből származó kínai feljegyzés szerint a dzsungár sereg négy bronzágyúval és nyolc állatok (elsősorban tevék) hátára felszerelhető könnyűágyúval, s mintegy tízezer lövéshez való golyóval volt ellátva.
1640-ben Dzsungáriában külön törvénykönyvet fogadtak el, amely egyebek mellett a gelukok szektájának vallásszabadságot biztosított. A törvénykönyv a halhák és ojrátok egyenjogúságát is hirdette, ezzel a dzsungárok célja Mongólia egyesítése volt, azonban ez a gyakorlatban nem érvényesült. Ehhez jelentős mértékben hozzájárult a Csing-dinasztia folytonos áskálódása, ami igyekezett a két mongol népcsoportot egymás ellen hangolni.